# موشيه تسفي نيريا
الحاخام موشيه تسفي نيريا (بالعبرية: משה צבי נריה‏) (29 يناير 1913 - 12 ديسمبر 1995) تربوي وكاتب إسرائيلي، ورئيس مدرسة دينية، وعضو في الكنيست عن الحزب القومي الديني (مفدال) بين عامي 1969 و 1974.
في عام 1978 حصل على جائزة إسرائيل لمساهمته الخاصة في المجتمع والدولة.
أسس نيريا وترأس يشيفا بني عكيفا في كفر هاروه، وكان أحد أكثر تلاميذ الحاخام أبراهام إسحاق كوك تأثيرًا. ويُعرف باسم «أبو جيل الكيباه المتماسك»، بسبب تأثيره بعيد المدى على الصهيونية الدينية.

## حياته
ولد موشيه تسفي مينكين في لودز (والتي كانت وقتها جزءا من الإمبراطورية الروسية وتقع حاليا في بولندا)، وتلقى نيريا تعليمه في مدارس يشيفا في مينسك وشكلوي.

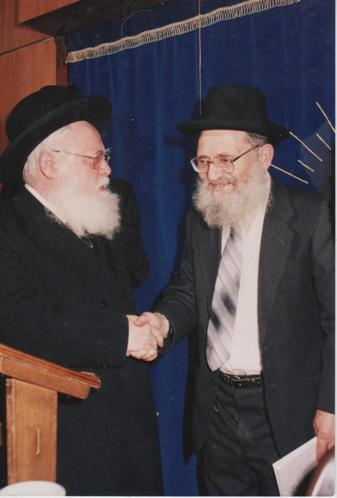
الحاخام موشيه تسفي نيريا (على اليمين) مع الحاخام أبراهام شابيرا

وهاجر إلى فلسطين في عام 1930، ودرس في يشيفا مركاز هاراف، مع الحاخام أبراهام إسحاق كوك، وحصل على الشهادة كحاخام. كما درس في مدرسة المعلمين المزراحيين في القدس. وفي وقت من الأوقات أقام في حي الكنيست الإسرائيلي.
ساعد في تأسيس حركة شباب بني عكيفا، وحرر صحيفتها التي تحمل اسم «زراعيم». وفي عام 1940 أسس أول مدرسة يشيفا في بني عكيفا في كفار هاروه، وكان مديرًا لها وقام بتدريس التلمود والفكر اليهودي. في وقت لاحق أسس عدة مدارس يشيفا للتعليم الثاني، ومدارس دينية لجنود الجيش الإسرائيلي. بالإضافة إلى ذلك، أسس جمعية هبوعيل همزراحي الحاخامية.
كما كان عضوا في الكنيست (البرلمان الإسرائيلي)، ففي عام 1969 انتخب عضوا في الكنيست على قائمة الحزب القومي الديني لولاية واحدة. وترك الحزب عام 1983 لتأسيس المعسكر الصهيوني الديني (المعروف أيضًا باسم مازاد).

## آراؤه
عندما سئل عما إذا كان ينبغي أن يشارك حاخام في السياسة. فقال: لا إطلاقا. في السياسة، من الضروري أحيانًا التنازل عن المبادئ من أجل تحقيق أهداف مهمة، وهذا ليس بالأمر اللائق أن يفعله الحاخام ".

## جوائز وتقدير
في عام 1978 حصل على جائزة إسرائيل لمساهمته الخاصة في المجتمع والدولة. وسميت باسمه مستوطنة نيريا الإسرائيلية، التي أقيمت عام 1991، وسمي باسمه كذلك أحد أحياء اللد، وشوارع في نتانيا، وبيتاح تكفا، وريشون لتسيون، ورحوفوت، وبيت إيل، وكفر هاروه.